# Крамарівка (Ізюмський район)
Крамарі́вка — село в Україні, у Ізюмській міській громаді Ізюмського району Харківської області. Населення становить 253 осіб. До 2020 орган місцевого самоврядування — Левківська сільська рада.

## Географія
Село Крамарівка знаходиться на правому березі річки Мокрий Ізюмець, вище за течією на відстані 2 км розташоване село Іскра, нижче за течією на відстані 3 км — село Пимонівка, на протилежному березі розташоване село Федорівка. Через село проходить залізниця, станції Федорівка і Платформа 368 км. Південна частина села раніше була селом Вербівка.

## Відомості про село
Село Крамарівна розташоване за 12 км районного центру — м. Ізюм. 

## Історія
До 1974 року було центром сільської ради, якій були підпорядковані 8 населених пунктів: Крамарівка, Вербівка, Глинське, Забавне, Іскра, Пимонівка, Трофимівка, Федорівка. Населення налічувалося тоді 308 чоловік, а тепер проживає 253 чоловіки. В 60-ті роки центральною садибою був колгосп ім. Кірова. В Крамарівці побудована неповна середня школа, клуб, бібліотека.
12 червня 2020 року, розпорядженням Кабінету Міністрів України № 725-р «Про визначення адміністративних центрів та затвердження територій територіальних громад Харківської області», увійшло до складу Ізюмської міської громади.
19 липня 2020 року, в результаті адміністративно-територіальної реформи та ліквідації Ізюмського району (1923—2020), село увійшло до складу новоутвореного Ізюмського району.

## Населення
Згідно з переписом УРСР 1989 року чисельність наявного населення села становила 340 осіб, з яких 143 чоловіки та 197 жінок.
За переписом населення України 2001 року в селі мешкали 284 особи.

### Мова
Розподіл населення за рідною мовою за даними перепису 2001 року:
| Мова       | Відсоток |
| ---------- | -------- |
| українська | 90,00 %  |
| російська  | 7,24 %   |
| білоруська | 2,41 %   |
| інші       | 0,35 %   |